# Esqui aquático nos Jogos Pan-Americanos de 2011 - Slalom feminino
A competição do slalom feminino foi um dos eventos do esqui aquático nos Jogos Pan-Americanos de 2011, em Guadalajara. Foi disputada na Pista de Esqui Aquático de Boca Laguna nos dias 21 e 23 de outubro.

## Calendário
Horário local (UTC-6).
| Data          | Horário | Fase         |
| ------------- | ------- | ------------ |
| 21 de outubro | 9:00    | Preliminares |
| 23 de outubro | 9:00    | Finais       |

## Medalhistas
| Ouro   | USA Regina Jaquess     |
| Prata  | CAN Whitney McClintock |
| Bronze | CAN Karen Stevens      |

## Resultados

### Preliminares
As seis melhores atletas se classificaram para a final.
| Pos. | Nome               | País               | Pontuação | Obs. |
| ---- | ------------------ | ------------------ | --------- | ---- |
| 1    | Regina Jaquess     | USA Estados Unidos | 43.00     | q    |
| 2    | Whitney McClintock | CAN Canadá         | 39.00     | q    |
| 3    | Karen Stevens      | CAN Canadá         | 33.00     | q    |
| 4    | María Cuglievan    | PER Peru           | 25.50     | q    |
| 5    | Tiare Miranda      | CHI Chile          | 22.00     | q    |
| 6    | Juliana Negrão     | BRA Brasil         | 21.50     | q    |
| 7    | Sandra Chapoy      | MEX México         | 21.00     |      |
| 8    | María Linares      | COL Colômbia       | 20.00     |      |
| 9    | Lorena Botana      | ARG Argentina      | 19.50     |      |
| 10   | Ivanna Cuglievan   | PER Peru           | 17.00     |      |

### Finais
| Pos.              | Nome               | País               | Pontuação |
| ----------------- | ------------------ | ------------------ | --------- |
| Medalha de ouro   | Regina Jaquess     | USA Estados Unidos | 39.00     |
| Medalha de prata  | Whitney McClintock | CAN Canadá         | 38.50     |
| Medalha de bronze | Karen Stevens      | CAN Canadá         | 31.50     |
| 4                 | María Cuglievan    | PER Peru           | 28.50     |
| 5                 | Tiare Miranda      | CHI Chile          | 25.00     |
| 6                 | Juliana Negrão     | BRA Brasil         | 25.00     |